# Polyzonus dohertyi
Polyzonus dohertyi es una especie de insecto coleóptero de la familia Cerambycidae. Estos longicornios son endémicos de la isla de Timor.
P. dohertyi mide unos 18 mm, estando activos los adultos en octubre.